# 艾格尼絲 (喬治亞州)
艾格尼絲（英語：Agnes）是位於美國喬治亞州林肯縣的一個鬼鎮。由於此地已於1955年被荒廢，本地已無人居住。

## 地理
艾格尼絲的座標為33°44′45″N 82°25′42″W / 33.74583°N 82.42833°W，而該地的平均海拔高度為143米（即469英尺）。